# 模具

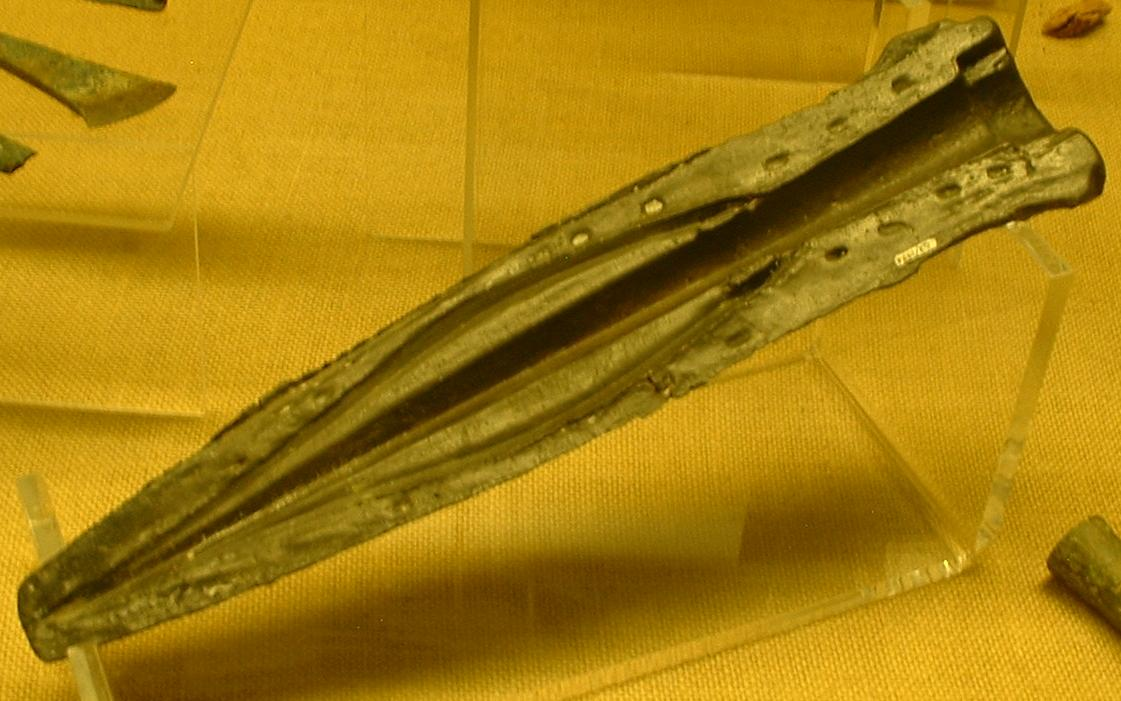
前1,400-1,000年左右，青銅質地的矛頭模具。圖示為沿中線對剖後的一半。

模具是現代工業中非常常見的一種工器具。模具雖然分類為很多種類，但是總而言之它們的作用都是相近的：依賴它們自身的形狀，通過一定手段使得具有一定塑性或流動性的工料也成為特定的形狀。通常意義上的模具是指：鑄造模具、鍛造模具、金屬塑性成形和模具射出模具、沖壓模具。

## 模具成型的種類
模具成型的種類包括以下幾種：
- 壓實加燒結
- 注塑
  - 反應注射成型
- 壓縮成型
- 傳遞模塑
- 擠壓成型
- 吹塑
- 滾塑成型
- 熱成型
  - 真空成型，熱成型的簡化版本
- 層壓
- 可擴展珠成型
- 發泡成型
- 滾塑
- 真空輔助成型插頭
- 壓力插頭輔助成型
- 配套模具

## 参見
- 鑄造
- 鍛造
- 注塑模具
- 塑膠射出成品的缺陷與補救

## 外部連結
- （繁體中文） 財團法人塑膠工業技術發展中心 （页面存档备份，存于）
- （繁體中文）（英文） 台灣區模具工業同業公會 （页面存档备份，存于）
- （英文） plastic injection molding （页面存档备份，存于）